# Spencer-Golf
Der Spencer-Golf oder Spencer Gulf ist der westliche von zwei großen Meeresarmen, die in die Südküste von Australien im Bundesstaat South Australia hineinreichen. Beide liegen an der Großen Australischen Bucht. Der Golf ist 322 km lang und an der Mündung 129 km breit. Die Westküste des Golfes wird von der Eyre-Halbinsel, die Ostseite von der Yorke-Halbinsel gebildet. Letztere trennt ihn von dem kleineren Saint-Vincent-Golf. Die größten Städte am Golf sind Whyalla, Port Pirie und Port Augusta.
Der Golf wurde von seinem Entdecker Matthew Flinders 1802 zu Ehren von George Spencer, 2. Earl Spencer, einem Vorfahren von Diana von Wales, Spencer’s Gulph genannt. Heute ist die Bezeichnung „Spencer Gulf“ üblich. Der Meeresarm wurde um etwa die gleiche Zeit von Nicolas Baudin auch Golfe Bonaparte getauft, diese Bezeichnung konnte sich jedoch nicht (wie z. B. im Falle der Fleurieu-Halbinsel) durchsetzen.
Das Land um den Golf wurde erstmals in den Jahren 1839 und 1840–41 durch Edward John Eyre für die Europäer erforscht. Die Besiedelung der Küsten begann bereits in den späten 1840er Jahren.